# Роккальбенья
Роккальбенья (итал. Roccalbegna) — коммуна в Италии, располагается в области Тоскана, в провинции Гроссето.
Население составляет 1271 человек (2008 г.), плотность населения составляет 10 чел./км². Занимает площадь 125 км². Почтовый индекс — 58053. Телефонный код — 0564.
Покровителем коммуны почитается святой Христофор, празднование 25 июля.

## Демография
Динамика населения:

## Администрация коммуны
- Официальный сайт: https://web.archive.org/web/20161008122151/http://www.comune.roccalbegna.gr.it/